# Franz Xaver von Harrach

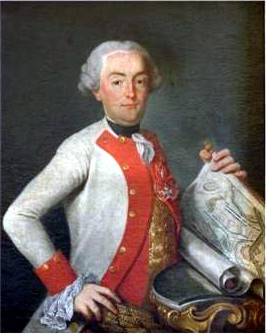
Franz Xaver von Harrach (1732–1781)

Graf Franz Xaver von Harrach (* 2. Oktober 1732 in Kaub; † 15. Februar 1781 in Mailand) war k.k Feldmarschall-Lieutenant und Ritter des Maria-Theresia-Ordens sowie Inhaber des  Infanterieregiments No. 7 und zuletzt kommandierender General in der Lombardei.

## Herkunft
Seine Eltern waren der Landmarschall Friedrich August von Harrach-Rohrau (* 18. Juni 1696; † 4. Juni 1749) und dessen Ehefrau Maria Eleonore Karolina von und zu Liechtenstein (* 1703; † ca. 18. Juli 1757).

## Leben
Er ging schon in jungen Jahren in kaiserliche Dienste und war bereits 1752 Grenadier-Hauptmann im Infanterie-Regiment Nr. 59 (Daun). Bei Beginn des Siebenjährigen Krieges war er Oberstlieutenant und kämpfte bei Kolin, Barschdorf, Breslau. In der Schlacht bei Leuthen geriet er in preußische Gefangenschaft, wurde aber 1758 ausgewechselt. Im Jahr 1759 kam er als Oberst in das Infanterie-Regiments Nr. 26.
Als solcher stand er am 3. November 1760 in der Schlacht bei Torgau. In der Schlacht bemerkte er ein Vorrücken der Preußen aus einem Wald und besetzte eine Anhöhe in der Nähe. Er ließ von seinem Brigadier, dem Grafen Pellegrini, Befehle einholen, als die Preußen in Laufschritt versuchten, den Hügel zu stürmen. Sie kamen bis auf 50 Schritt heran, als die Österreicher ein mörderisches Feuer eröffneten. Die Preußen flohen zurück in den Wald, kehrten aber schon bald mit Kavallerieunterstützung zurück. Harrach ließ eine Flanke formieren, um die Preußen aufzuhalten. In dem folgenden Gefecht wurde sein Pferd erschossen und auch Harrach am Fuß verwundet. Das Regiment konnte sich mit allen Fahnen zurückziehen, verlor aber 900 Mann an Toten und Verwundeten. Für seinen Mut erhielt Harrach am 22. Dezember 1761 das Ritterkreuz des Maria-Theresia-Ordens.
Nach dem Krieg wurde er am  19. Januar 1771 mit Rang vom 5. Oktober 1759 zum Generalmajor und am 1. Mai 1773 mit Rang vom 26. April 1773 zum Feldmarschall-Lieutenant befördert. Außerdem erhielt er 1774 das Infanterieregiment No. 7. Er kam als kommandierender General nach Mähren und  zuletzt in die Lombardei, wo er 1781 in Mailand starb.

## Familie
Harrach heiratete am 4. Januar 1761 die Gräfin Maria Rebecca von Hohenems (* 16. April 1742; † 19. April 1806), Erbtochter des Grafen Franz Wilhelm Maximilian von Hohenems († 1759). Das Paar hatte eine Tochter:
- Maria Walburga (* 22. Oktober 1762; † 25. Mai 1828) ⚭ Clemens von Truchseß-Waldburg-Zeil († 10. März 1817), französischer Oberstleutnant